# Capitole de l'État de Californie
Le Capitole de l'État de Californie (en anglais : California State Capitol) est un bâtiment de Sacramento où siègent la législature de l'État de Californie — Assemblée et Sénat — et le gouverneur de Californie. Le bâtiment est construit entre 1861 et 1874 sur les terres du California State Capitol Museum et est présent sur le Registre national des lieux historiques des États-Unis.

## Histoire

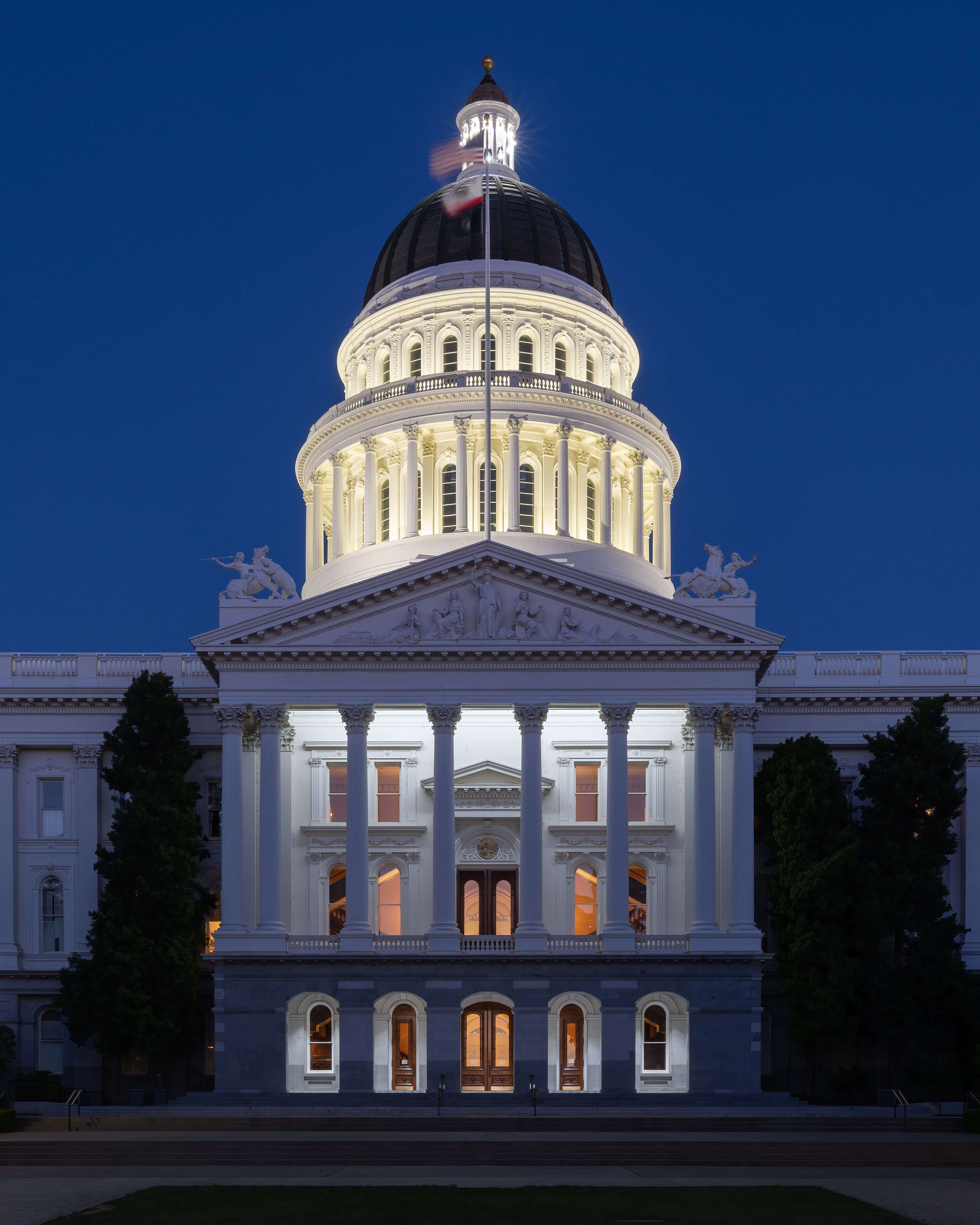
Le Capitole en début de nuit.

En 1856, alors que Sacramento devient le siège du gouvernement de la Californie, Reuben Clark est chargé avec de concevoir un nouveau Capitole pour l'État.
Sa construction est retardée jusqu'au 29 mars 1860, à la suite de controverses concernant l'emplacement du bâtiment et le budget de construction. À cette date-là, le gouverneur John G. Downey crée le Board of State Capitol Commissioners qui sera chargé de passer les contrats et de superviser les travaux. En 1951, une annexe est ajoutée à l'Est pour accueillir le pouvoir exécutif.
Influencé par les styles architecturaux des autres capitoles d'État, le Capitole californien partage de nombreuses caractéristiques communes aux sièges de gouvernement américains, dont un portique s'ouvrant sur une rotonde centrale en forme de dôme. Deux ailes accueillent le gouvernement bicaméral : l'Assemblée dans l'aile nord et le Sénat dans l'aile sud.